# Довжик (Золочівська селищна громада)
До́вжик — село в Україні, у Золочівській селищній громаді Богодухівського району Харківської області України. Населення становить 2180 осіб.

## Географія
Село Довжик лежить на річці Уди (переважно на лівому березі), вище за течією примикає селище Першотравневе, нижче за течією на відстані 2 км розташоване село Маяк. Нижче за течією на річці починається Рогозянське водосховище. Через село проходить залізниця, станції Чорноглазівка і платформа 205 км. На південно-західній стороні від села Яр Нетязиш впадає в річку Уду.

## Історія
За даними на 1864 рік у власницькому селі Харківського повіту мешкало 1688 осіб (796 чоловічої статі та 892 — жіночої), налічувалось 2129 дворових господарства, існували православна церква, винокурний та цегельний заводи.
Станом на 1914 рік село було центром Довжицької волості, кількість мешканців зросла до 2300 осіб.
Село постраждало внаслідок геноциду українського народу, вчиненого урядом СССР у 1932—1933 роках, кількість встановлених жертв — 94 людини.
12 червня 2020 року, розпорядженням Кабінету Міністрів України № 725-р «Про визначення адміністративних центрів та затвердження територій територіальних громад Харківської області», увійшло до складу Золочівської селищної громади.
19 липня 2020 року, в результаті адміністративно-територіальної реформи та ліквідації Золочівського району, село увійшло до складу Богодухівського району.

## Населення

### Мова
Розподіл населення за рідною мовою за даними перепису 2001 року:
| Мова                | Відсоток |
| ------------------- | -------- |
| українська          | 91,06%   |
| російська           | 7,71%    |
| вірменська          | 0,55%    |
| інші/не визначилися | 0,68%    |

## Пам'ятки
- Братська могила радянських воїнів і пам'ятний знак воїнам-односельчанам. Поховано 193 воїни.
- Пам'ятник Стрижаку П. Г., Герою Радянського Союзу, 1943 р.

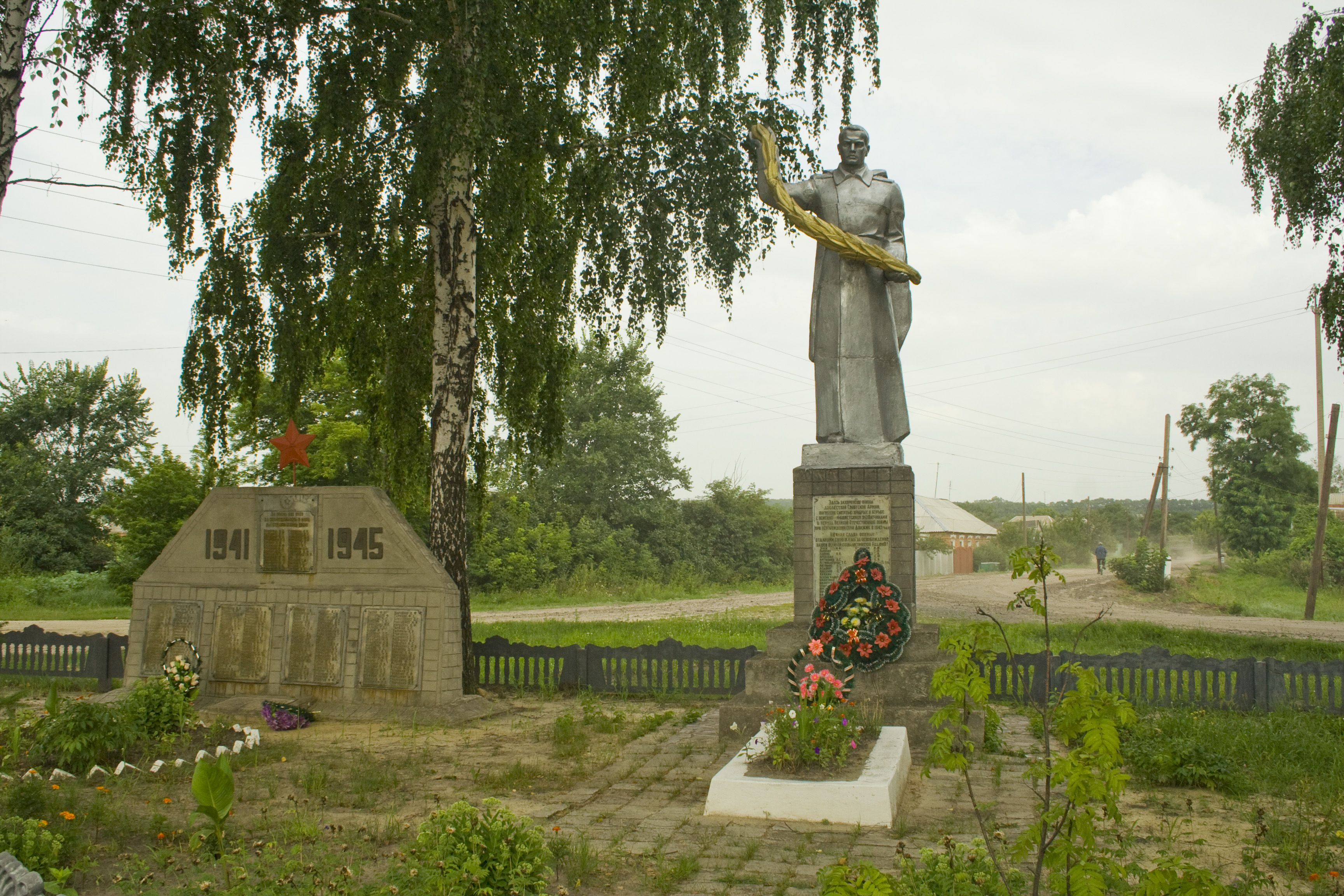
Братська могила радянських воїнів і пам'ятний знак воїнам-односельчанам
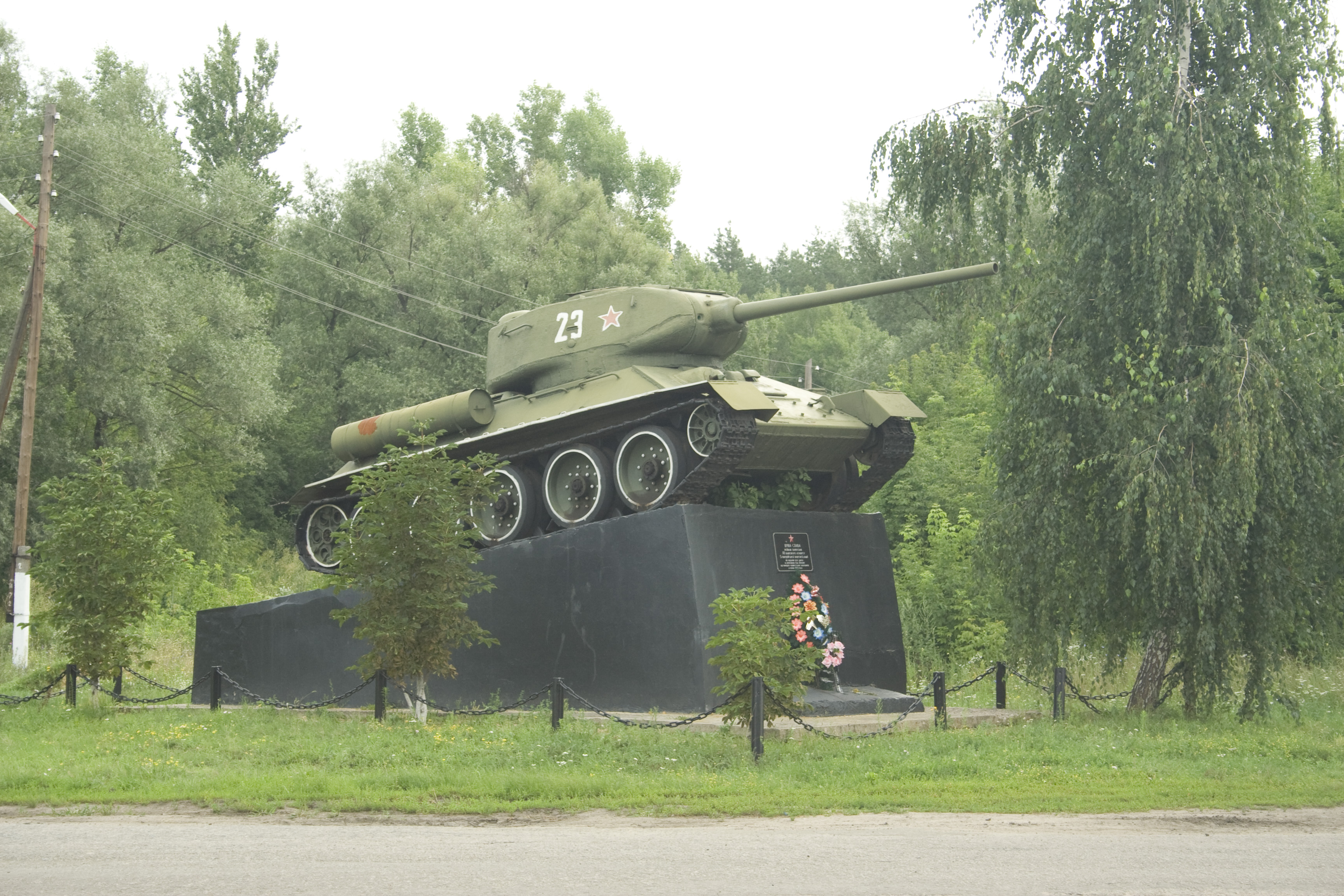
Пам'ятник танкістам, що визволили село
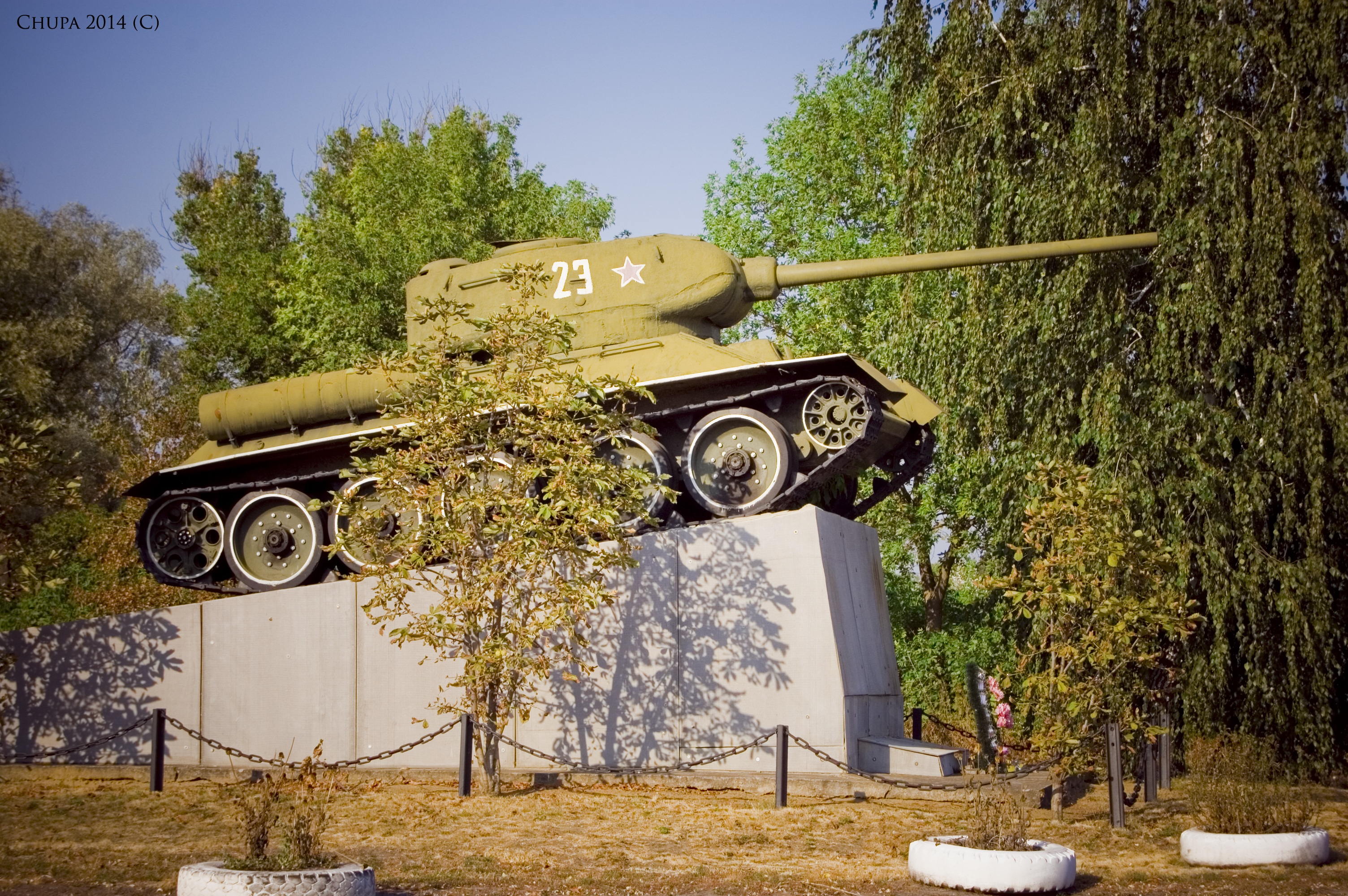
Пам'ятний знак воїнам-визволителям
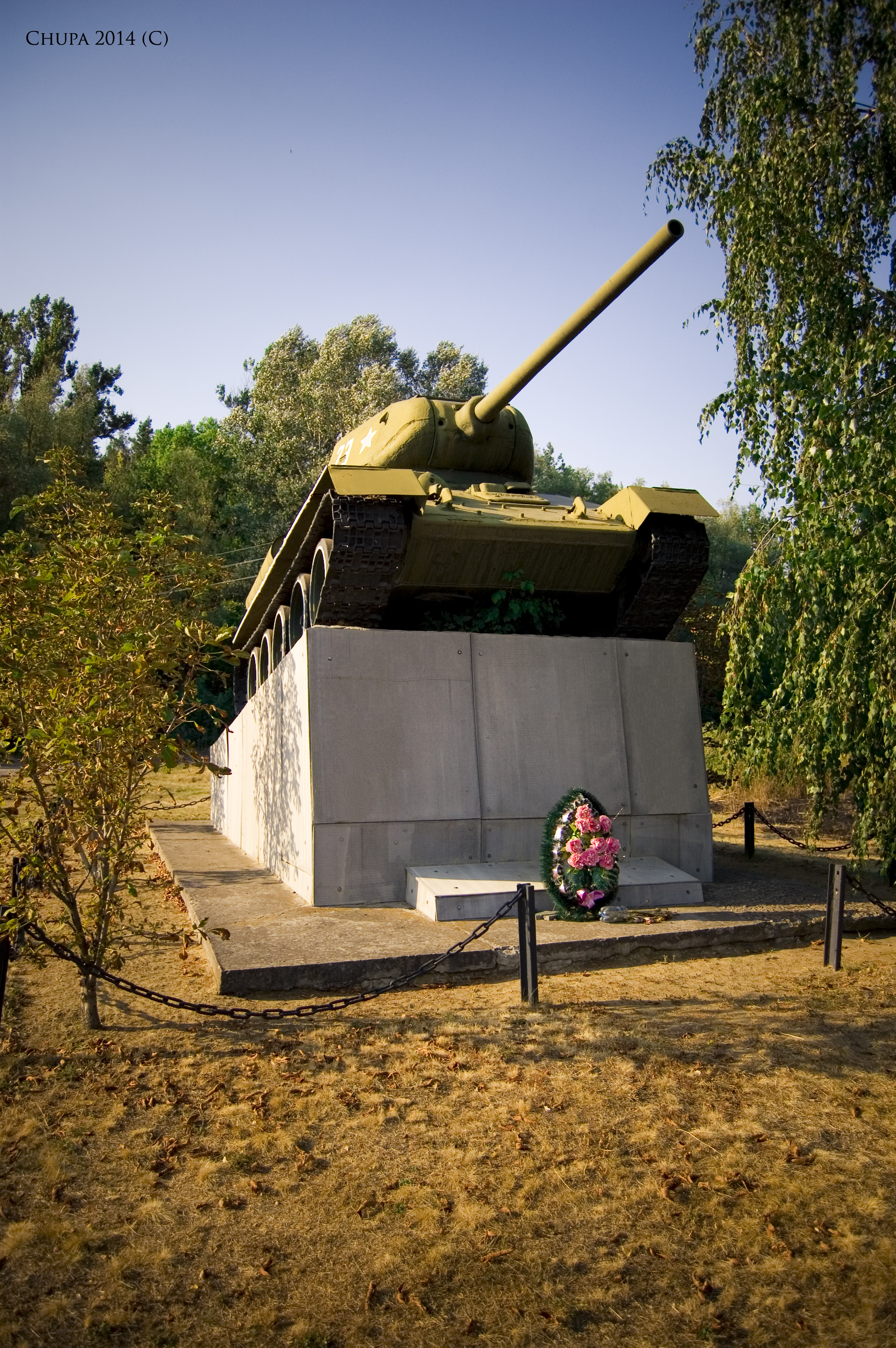
Пам'ятний знак воїнам-визволителям. Вид спереду

## Відомі люди
Уродженцем села є Стрижак Павло Григорович (1922—1944) — Герой Радянського Союзу.
Також тут народився футболіст Іван Калюжний.

## Також
- Перелік населених пунктів, що постраждали від Голодомору 1932-1933, Харківська область